# Craig Lindfield
Craig Anthony Lindfield (Wirral, 1988. szeptember 7.) angol labdarúgó, jelenleg a Chester FC csatára.

## Pályafutása

### Accrington Stanley
2010. június 28-án szerződött az angol negyedosztályú Accrington Stanley csapatához, ahol egy évvel korábban kölcsönben játszott már.